# Ciclón Fanele
El Ciclón Fanele fue el primer ciclón de categoría de ciclón en golpear el occidente de Madagascar desde que el Ciclón Fame golpeó un año atrás. El ciclón se formó el 18 de enero, en el canal de Mozambique, y se formó rápidamente y permaneció de forma estacionaria en Madagascar. Fanele luego giró al suroeste de las costas de Madagascar, alcanzando su intensidad máxima de 185 km/h (115 mph), según la oficina de la Reunión Météo-France (MFR). El ciclón se debilitó justo en la Región de Menabe al suroeste de Morondava. Fanele poco a poco empezó a intensificarse a medida que entraba a aguas abiertas, pero solo se convirtió en un ciclón extratropical el 23 de enero.
El ciclón causó fuertes daños al llegar a tierra a lo largo de su trayectoria, provocando diez muertes. Fanele golpeó Madagascar justo dos días después de que la tormenta tropical Eric golpeó la parte noroeste del país. Las dos tormentas afectaron alrededor de 50,000 personas, de las cuales 4,000 quedaron damnificadas. Fanele golpeó el país durante una serie de protestas al gobierno, por lo que las actividades de socorro se vieron afectadas.

## Historia meteorológica

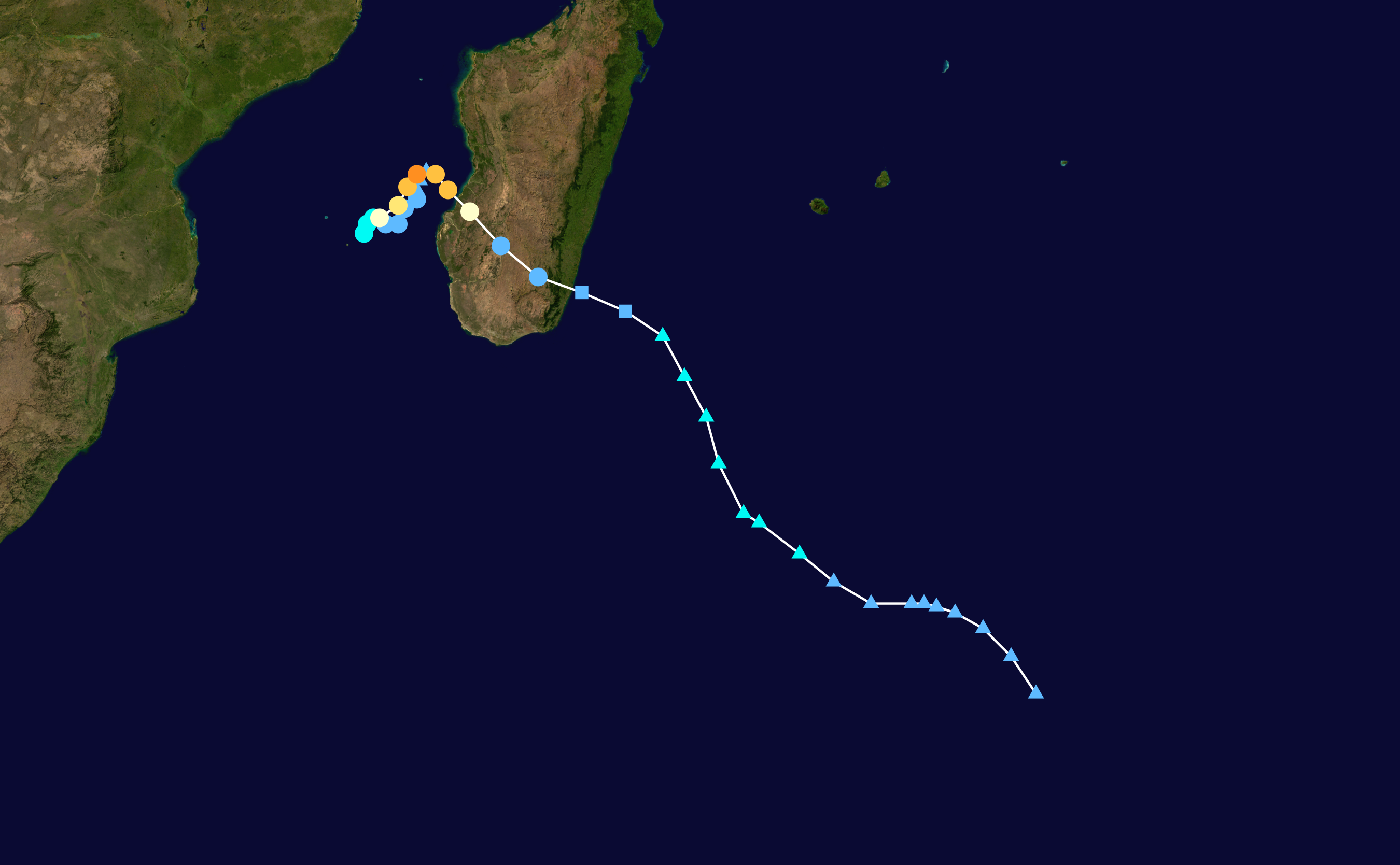
Trayectoria del ciclón Fanele.

Por varios días a mediados de enero de 2009, una circulación muy débil y baja persistió en el canal de Mozambique, acompañada con una convención atmosférica, y tormentas eléctricas. Para el 17 de enero, un área de una convención persistió a 510 kilómetros (315 millas) al oeste-suroeste de Antananarivo, Madagascar. El 18 de enero, la circulación rápidamente se consolidó y se organizó mientras las tormentas eléctricas se desarrollaban en una serie de bandas de lluvias. Las condiciones medioambientales eran muy favorables para el desarrollo; por lo que se formó un anticiclón en el disturbio, y una vaguada ayudó a que fuese favorable junto con la efusión, el sistema se benefició con la cizalladura y las temperaturas calientes del agua. A las 0600 UTC el 18 de enero, la oficina de la Réunion Météo-France (MFR) empezó a emitir sus avisos de disturbio tropical 07, tomando nota de su intensificación, ya que se aproximaba hacia el suroeste.
Seis horas después de haber sido declarada como disturbio tropical, la MFR la catalogó como depresión tropical, y la agencia predijo que alcanzaría unos vientos máximos de 130 km/h (80 mph) antes de tocar tierra. Se esperaba que su recorrido tomara el mismo rumbo que otro ciclón en Madagascar, la tormenta tropical Eric. En la tarde del 18 de enero, el sistema empezó a desorganizarse sólo para re-organizarse e intensificar su estatus a tormenta tropical el 19 de enero, por lo que el Servicio Meteorológico de Malagasy la llamó Fanele. Al mismo tiempo, el Servicio Conjunto de Advertencia de Tifones (JTWC) empezó a emitir avisos de la tormenta. La agencia hizo hincapié en que no sabían su recorrido final, debido a la interacción con los remanentes de la tormenta tropical Eric en el este de Madagascar, y Fanele estaba localizada dentro del área débil de las corrientes de dirección. La tormenta tropical Fanele rápidamente se intensificó, desarrollando su ojo, y en la tarde del 19 de enero, la JTWC estimó sus vientos en 120 km/h (75 mph); la agencia predijo que sus vientos máximos alcanzarían los 140 km/h (85 mph). Durante ese tiempo, Fanele empezó rápidamente a intensificarse bajo un ambiente muy favorable, y la MFR la subió a ciclón tropical con vientos de 150 km/h (95 mph). Después de obtener su estatus de ciclón, la MFR predijo que Fanele se intensificaría hasta alcanzar vientos de 185 km/h (115 mph).
En la mañana del 20 de enero, el Ciclón Fanele empezó a moverse al norte, con rumbo a lo largo de la periferia de la vaguada localizada sobre Mozambique. Luego giró al suroeste bajo la influencia de otra vaguada más al este. Las tormentas eléctricas se formaron alrededor del ojo, y a las 1200 UTC del 20 de enero, la MFR estimó que Fanele alcanzaría vientos máximos de 185 km/h (115 mph) a 180 km (110 mi) al oeste-noroeste de Morondava a lo largo de la costa de Madagascar. A la misma vez, su presión atmosférica era estimada en 927 hPa (mbar), con ráfagas estimadas en 261 km/h (162 mph). La JTWC también predijo unos vientos máximos de 185 km/h (115 mph). Mientras se acercaba a la costa, el ciclón se empezó a debilitar; debido al ciclo ciclo de reemplazo de las paredes del ojo. Alrededor de las 0215 UTC del 21 de enero, Fanele tocó tierra en la costa occidental de Madagascar, al suroeste de Morondava.

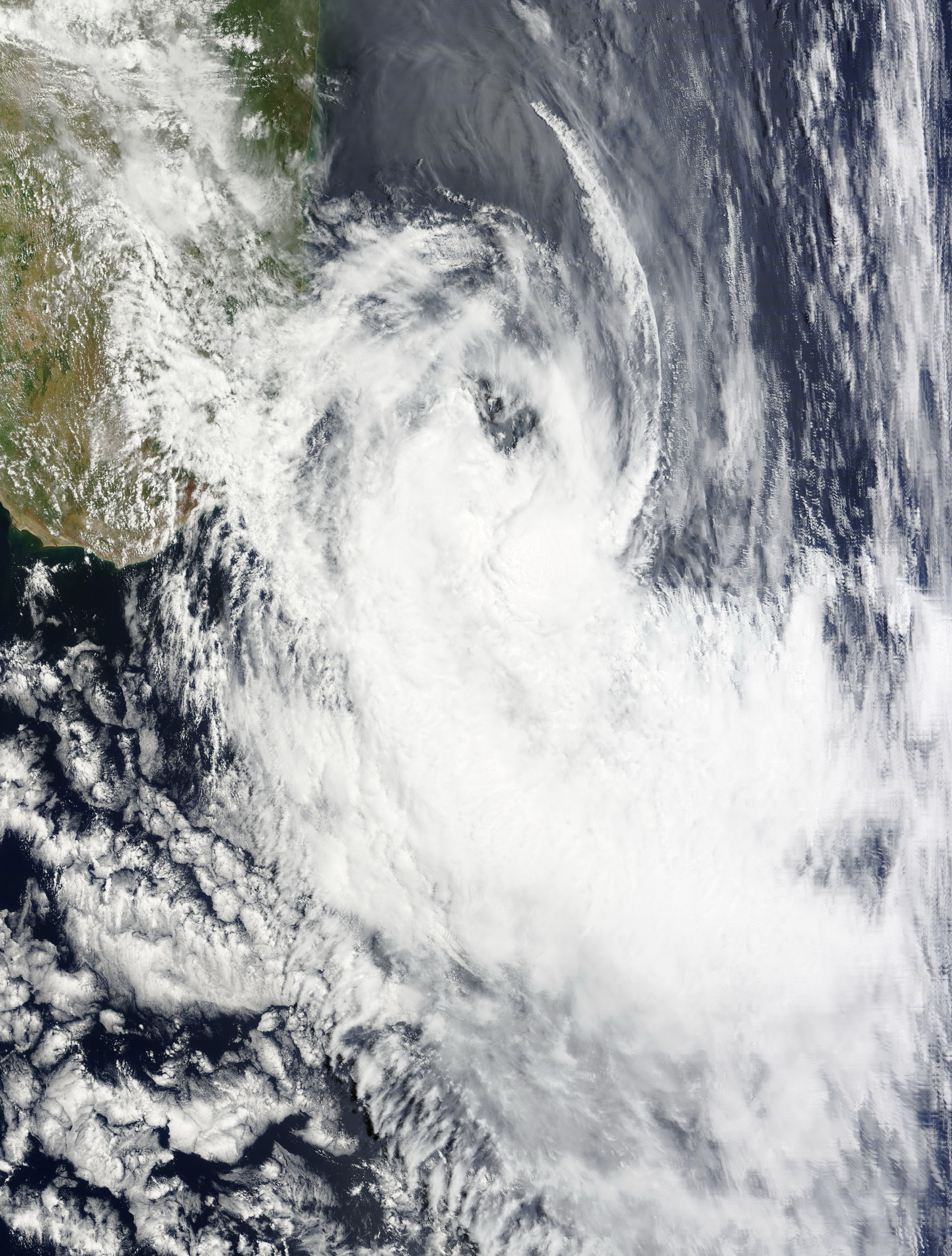
Fanele como tormenta tropical después de cruzar Madagascar al océano Índico.

El ciclón Fanele se debilitó rápidamente al tocar tierra, y en cuatro horas se alejó de la costa, y sus vientos bajaron a 150 km/h (95 mph). Su ojo empezó a desaparecerse, por lo que fue degradada a tormenta tropical una fuerte cizalladura ayudó a que se debilitara. Para el 22 de enero, la tormenta entró al mar abierto, en la cual sus vientos se debilitaron hasta alcanzar los 45 km/h (30 mph). Después de entrar al océano, la convención empezó a reformarse cerca de la circulación atmosférica, y Fanele reobtuvo su estatus de tormenta tropical. Las aguas frías causaron que la convección cerca del centro se debilitara, por lo que empezó el proceso de la transición extratropical. En la tarde del 22 de enero, la JTWC emitió su último aviso sobre la tormenta. Para el 23 de enero, Fanele completó la transición de una tormenta extratropical. La tormenta por unas horas siguió siendo tormenta tropical hasta que se disipó ese mismo día.

## Impacto

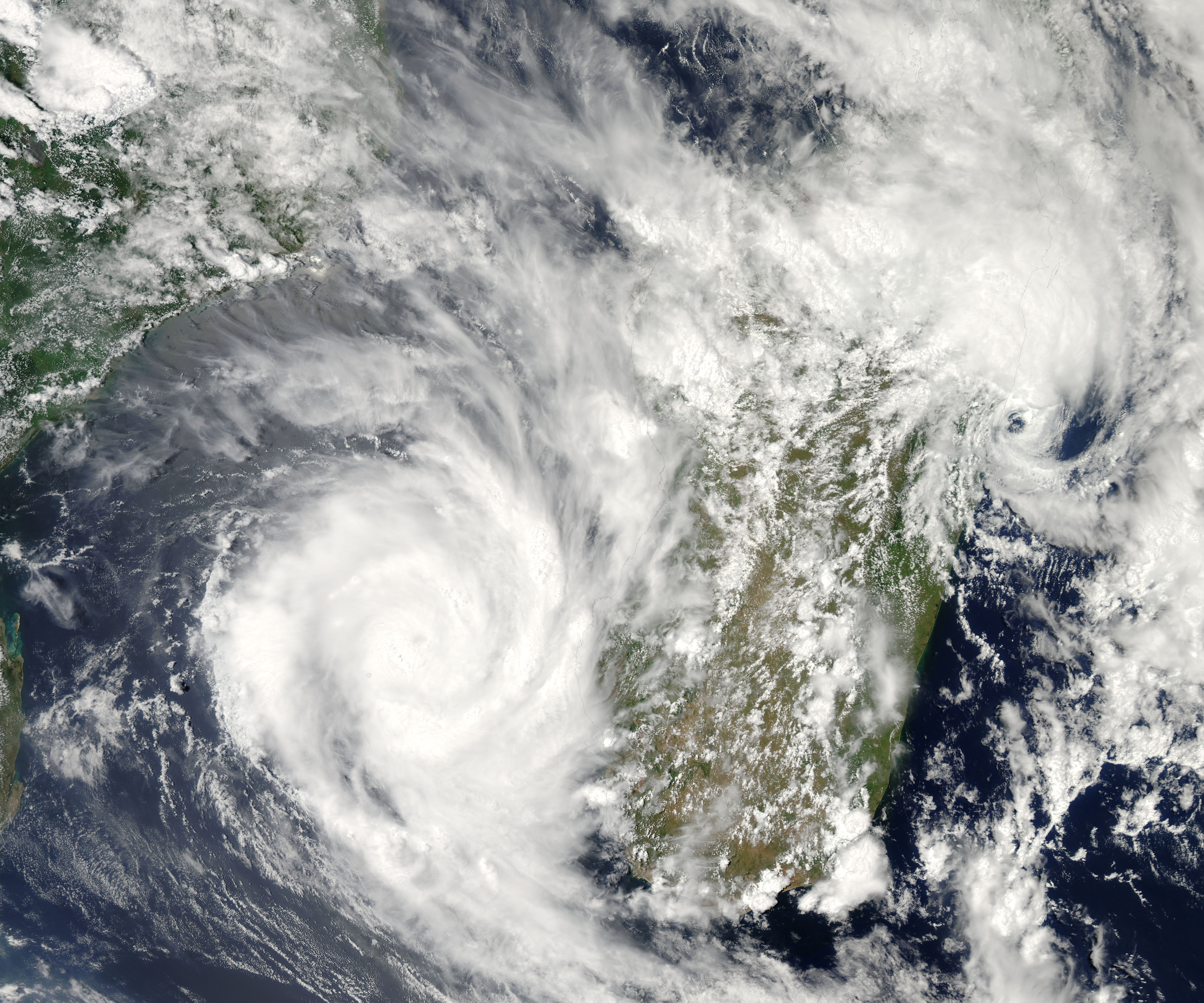
El Ciclón Fanele dos días antes de tocar tierra al noreste la tormenta tropical moderada Eric en el noreste de Madagascar.

A pesar de que el ciclón se desarrolló muy rápido, las autoridades se prepararon para la tormenta; a principio del año, la Oficina Nacional para la Preparación de Desastres Naturales de Madagascar implementó un para advertencias de tormentas locales. Los oficiales informaron vía radio a sus ciudadanos sobre el recorrido de Fanele, al igual que a los pescadores que se les avisó que salieran de los puertos.
El ciclón Fanele tocó tierra en el occidente de Madagascar en la Región de Menabe, donde destruyó muchos edificios, e inundó grandes áreas, dejando a miles damnificados. En la ciudad de Morondava cerca de donde tocó la tormenta, el ciclón inundó cerca del 80% de los edificios y dañó la mitad de las casas, dejando a 3,000 personas sin hogar. En toda la región, los vientos dañaron 158 salones de clases de 9,000 estudiantes. Tierra adentro, el ciclón dañó carreteras, dejando algunas áreas aisladas. Las bandas de lluvia de la tormenta provocaron fuerte lluvia en la parte noroeste del país, inundando más, y dejando a 250 personas sin hogar en la Región de Sofia. El paso de los ciclones Eric y Fanele afectaron a 54,802 personas, dejando a 4,102 personas en albergues. Al menos 28,000 personas fueron afectadas directamente por Fanele, y el ciclan mató a un total de diez personas. El ciclón interrumpió las zonas que eran reconstruidas afectadas por el Ciclón Ivan en febrero de 2008.